# Gustav Wyneken
Gustav Wyneken (Stade, 19 maart 1875 – Göttingen, 8 december 1964) was een Duits pedagoog, onderwijzer, auteur en theoloog. Hij speelde een rol in de Duitse Jeugdbeweging, een culturele en educatieve verandering. 

## Leven en werk
Wyneken werd in 1875 in Duitsland geboren als telg uit een christelijke familie. Hij studeerde theologie en filologie aan de Humboldtuniversiteit. Van 1900 tot 1906 was hij docent. In 1906 richtte hij samen met Paul Geheeb de Vrije Schoolgemeenschap Wickersdorf op. Deze school werd opgericht met als doel een hervorming in het Duitse onderwijs. 
Hij is tevens bekend als schrijver. Bekende boeken zijn onder meer Der europäische Geist. Gesammelte Aufsätze über Religion und Kunst, Abschied vom Christentum – Religion, Christentum, Bibel, Anfänge und anderes (vertaald in het Nederlands onder de titel Afscheid van het christendom) en Freie Schulgemeinde Wickersdorf. Kleine Schriften.
Wyneken was getrouwd met Luise Margaretha Dammermann. Hij overleed in december 1964. 
- Biblioteca Nacional de España: XX1496980
- Bibliothèque nationale de France: cb13015840f (data)
- Catàleg d'autoritats de noms i títols de Catalunya: 981060742468106706
- CiNii: DA00680710
- Gemeinsame Normdatei: 118635743
- International Standard Name Identifier: 0000 0001 0926 3139
- Library of Congress Control Number: n86823133
- Bibliotheek van het Japanse parlement: 00461541
- Nationale Bibliotheek van Tsjechië: mzk2013767316
- Nationale bibliotheek van Australië: 35969062
- Nationale Bibliotheek van Israël: 987007269930205171
- Nederlandse Thesaurus van Auteursnamen: 073435643
- Réseau des bibliothèques de Suisse occidentale: 02-A003988803
- SNAC: w6739dpc
- Système universitaire de documentation: 057223645
- Trove: 1167469
- Virtual International Authority File: 93953202
- WorldCat: E39PBJcBY4q7GDPGVBfxf3dqQq